# Forvia
Forvia — международная компания по производству автомобильных комплектующих, в частности, является крупнейшей в мире по выпуску сидений, приборных панелей и выхлопных систем, также производит мультимедийные системы и другую автомобильную электронику. Компании принадлежит более 290 заводов в 40 странах мира.
Основана в 1998 году, штаб-квартира находится в городе Нантер во Франции.

## История
Компания Faurecia была создана в 1998 году слиянием Bertrand Faure и ECIA. Первая из этих компаний была основана Бертраном Форе в 1914 году; первоначально она производила сидения для трамваев и вагонов метро, а в 1929 года начала выпуск сидений для автомобилей, вскоре став крупнейшей во Франции в этой сфере. В 1987 году компания Bertrand Faure поглотила производителя выхлопных систем Eli Echappement. В 1988 году группа инвесторов во главе с PSA Peugeot Citroën приобрела контрольный пакет акций Bertrand Faure. В 1991 году был куплен немецкий производитель сидений Rentrop.
ECIA (сокращение от Equipements et Composants pour l’Industrie Automobile, «оборудование и комплектующие для автомобильной промышленности») возникла в 1987 году, объединив различные предприятия в составе автоконцерна Peugeot. Тогда же часть акций была размещена на Парижской бирже, что позволило ECIA получать заказы от других автопроизводителей. Основными категориями продукции ECIA были выхлопные системы, элементы интерьера салона, включая акустические системы, а также бамперы.
На момент образования Faurecia группе PSA Peugeot Citroën принадлежало в ней более 70 % акций. В 1998 году были открыты заводы в Польше и Бразилии. В следующем году был куплен американский производитель выхлопных систем AP Automotive Systems. В 2001 году было приобретено подразделение автокомплектующих французской группы Sommer Allibert; основной его продукцией были изделия из пластмассы. В 2002 году было создано совместное предприятие в КНР, а в 2003 году — в Республике Корея.
В декабре 2011 года компания завершила строительство нового завода в Польше, который включает в себя производственный цех площадью 14 500 м², 1600 м² офисных и 1500 м² технических помещений.
В 2022 году произошло слияние Faurecia с немецким производителем автокомплектующих Hella; объединённая компания стала называться Forvia, она стала 7-м крупнейшим в мире поставщиком комплектующих для автомобильной промышленности.

## Деятельность
Выручка компании за 2023 год составила 27,2 млрд евро, её распределение по регионам: Европа, Ближний Восток и Африка — 46 % (в том числе Германия — 11 %, Франция — 6 %), Азия — 27 %, Америка — 27 %. Крупнейшими покупателями были Volkswagen (17 %), Stellantis (12 %), Ford (8 %), альянс Renault–Nissan–Mitsubishi (8 %), Mercedes-Benz (7 %), BMW (6 %), General Motors (5 %), Hyundai Motor (2 %); на китайских автопроизводителей в сумме пришлось 8 % продаж, на японских — 3 %.
Основные категории продукции: сиденья (31 % выручки), элементы интерьера (18 %), выхлопные системы (18 %), электроника (15 %), осветительное оборудование (14 %).
В списке крупнейших публичных компаний мира Forbes Global 2000 за 2024 год Forvia заняла 1211-е место.

### Деятельность в России
У компании были совместные предприятия:
- в Калуге — ООО «Форесия Аутомотив Девелопмент» (производит комплектующие для российского завода «Peugeot Citroën-Mitsubishi Motors»);
- в Нижнем Новгороде — ООО «Форесия Технопласт Аутомотив» с 2005 по 2008 г.г. (СП с компанией «Технопласт»; доля Faurecia составляет 51 %; компания производит передние бампера для заводов Renault в России и Колумбии)[11];
- в Тольятти — ООО «Форесия-Металлопродукция Икзост Системс» и ООО «Форесия Аутомотив Девелопмент» (производят сиденья и глушители для российского завода ОАО «АвтоВАЗ» и компании Renault);[12];
- в Луге Ленинградской области — ООО «Форесия АДП» с 2008 года по настоящее время. Производство было перевезено из Нижнего Новгорода и организовано совместное предприятие с AD Plastik на уже существующем предприятии ЗАО «АДП Луга». Контрольный пакет принадлежит Faurecia. (занимается производством автокомплектующих из пластмассы: литьё передних и задних бамперов, литьё и сборка приборных и дверных панелей, центральных консолей, элементов крыши, солнцезащитных козырьков, элементов внутренней отделки салона). Основные клиенты: ЗАО «Рено Россия», ЗАО Форд Мотор Компани, ФОЛЬКСВАГЕН Груп Рус, также подписаны договоры с ООО «Ниссан Мэнуфэкчуринг РУС», Мобис Модуль СНГ и АвтоВАЗ.[13][14];
- в селе Левашово (Санкт-Петербург) — производство сидений для компании Nissan[15].

Все предприятия в России были проданы в декабре 2023 года.